# Fengjie
Fengjie, tidigare stavat Fengkieh, är ett härad i Chongqings storstadsområde i sydvästra Kina.
Fengjie härad tillhörde tidigare Sichuan-provinsen, men överfördes till Chongqing när staden fick provinsstatus 1997.
Fengjie är mest känd för Qutang-ravinen och som den plats där Jia Zhangke spelade in sin film Still life (2006).

## Administrativ indelning
Häradet är indelat i tre stadsdelsdistrikt, 18 köpingar och elva socknar (varav fyra är etniska minoritetssocknar för tujia-folket).
Stadsdelsdistrikt (jiedao):

- Kuimen (夔门街道)
- Yong'an (永安街道)
- Yufu (鱼复街道)

Köpingar (zhen):

- Anping (安坪镇)
- Baidi (白帝镇)
- Caotang (草堂镇)
- Dashu (大树镇)
- Fenhe (汾河镇)
- Gongping (公平镇)
- Jiagao (甲高镇)
- Kangle (康乐镇)
- Qinglian (青莲镇)
- Qinglong (青龙镇)
- Tuxiang (吐祥镇)
- Wuma (五马镇)
- Xinglong (兴隆镇)
- Xinmin (新民镇)
- Yangshi (羊市镇)
- Yongle (永乐镇)
- Zhuyi (朱衣镇)
- Zhuyuan (竹园镇)

Socknar (xiang):

- Fengping (冯坪乡)
- Hefeng (鹤峰乡)
- Hongtu (红土乡)
- Kangping (康坪乡)
- Ping'an (平安乡)
- Shigang (石岗乡)
- Yanwan (岩湾乡)

Etniska minoritetssocknar (zu xiang) för tujiafolket

- Chang'an (长安土家族乡)
- Longqiao (龙桥土家族乡)
- Taihe (太和土家族乡)
- Yunwu (云雾土家族乡)